# Zaglyptomorpha flaquis
Zaglyptomorpha flaquis är en stekelart som beskrevs av Carolina Godoy och Ian D. Gauld 2002. Zaglyptomorpha flaquis ingår i släktet Zaglyptomorpha och familjen brokparasitsteklar. Inga underarter finns listade i Catalogue of Life.